# Ophélion
Ophélion ( Ὠφελίων) est un poète comique grec, probablement de la comédie moyenne, actif au début du IVe siècle av. J.-C.
La Souda lui consacre une notice et lui attribue les pièces suivantes :
- Δευκαλίων Deucalion ;
- Κάλλαισχρος Callaischros ;
- Κενταυρος Le Centaure ;
- Σάτυροι Les Satyres ;
- Μου̂σαι Les Muses ;
- Μονότρυποι o Μονότροποι Les Reclus.

Athénée y ajoute :
- Ἰάλεμος Le Chant funèbre.

Six fragments ont été conservés jusqu'à nos jours, par Athénée (III.106a, II.66d, 43f, 66a) et Hésychios d'Alexandrie (s.v. Isis).

## Éditions
- Kassel R., Austin C., Poetae Comici Graeci, T7, Berlin-New York, 2000, p.97
- Edmonds, The Fragments of Attic Comedy, T2, Brill, 1959, p.358
- (la + grc) Theodor Kock, Comicorum Atticorum Fragmenta, t. II : Novae comoediae fragmenta. Pars I, Leipzig, B. G. Teubner, 1884 (lire en ligne), p. 293-294.